# 와와산 2020

와와산 2020: 1991년 독립기념일의 로고와 테마.

와와산 2020 또는 비전 2020은 네 번째이자 일곱 번째 말레이시아 총리인 마하티르 빈 모하맛이 1991년 제6차 말레이시아 계획을 제출하면서 도입한 말레이시아 정부의 정책이다. 이 비전은 2020년까지 자급자족하는 산업화된 국가를 달성하는 것을 목표로 하며, 경제적 번영, 사회 복지, 세계적 수준의 교육, 정치적 안정, 심리적 균형 등 삶의 모든 측면을 포함한다. 비전 2020을 달성하기 위해 마하티르는 1990년부터 2020년까지 30년 동안 연간 7%의 성장률(실질 기준)이 필요하며, 이를 통해 경제가 1990년 GDP인 1,150억 링깃의 8배에 달할 것이라고 역설했다. 이는 2020년에는 9,200억 링깃(1990년 링깃 기준)의 GDP로 환산될 것이다. 1991년부터 2020년까지 와와산 2020에는 국가 개발 정책 1991-2000(OPP2 포함), 국가 비전 정책 2001-2010(OPP3 포함), 국가 변혁 프로그램(NTP)이 포함된 신경제 모델 2011-2020의 3가지 10년 개발 정책이 있다.
와와산 2020은 윌리엄 그라이더가 말레이시아의 세계화에 대해 쓴 기사의 제목이기도 하다.

## 전략적 과제
마하티르는 말레이시아가 와와산 2020을 달성하기 위해 극복해야 할 9가지 전략적 과제를 제시했다.
- 과제 1: 하나의 말레이시아 민족(방사 말레이시아)으로 구성된 통합된 말레이시아 국가 건설.
- 과제 2: 심리적으로 해방되고 안전하며 발전된 말레이시아 사회 창조.
- 과제 3: 성숙한 민주 사회 육성 및 발전.
- 과제 4: 완전히 도덕적이고 윤리적인 사회 건설.
- 과제 5: 성숙하고 자유로우며 관용적인 사회 건설.
- 과제 6: 과학적이고 진보적인 사회 건설.
- 과제 7: 완전히 보살피는 사회 건설.
- 과제 8: 국가의 부가 공정하고 공평하게 분배되는 경제적으로 공정한 사회 보장.
- 과제 9: 완전히 경쟁력 있고 역동적이며 강력하고 회복력 있는 경제를 가진 번영하는 사회 건설.

## 노래
와와산 2020은 같은 아이디어로 말레이어로 불리는 애국가이기도 하다. 이 노래는 파리시 다니엘이 작곡했다.

## 비전의 개정
세계 금융 위기 (2007년~2008년)로 인한 경기 침체로 인해 당시 집권당인 국민전선(BN) 정부의 총리였던 나지브 라자크는 2009년 8월, 말레이시아가 2020년까지 선진국 지위를 달성하려면 향후 10년간 연간 8%의 성장률을 기록해야 한다고 밝혔다. 그는 연간 6%의 낮은 가상 성장률은 말레이시아의 선진국이 되겠다는 비전을 2030년으로 10년 늦출 것이라고 언급했다. 말레이시아의 GDP 성장률은 1990년대 연평균 7.2%를 기록했으며, 다음 10년 동안은 연평균 5.4%로 둔화되었다. 나지브는 또한 비전을 달성하는 방법과 그 타임라인 측면에서 비전을 재정의하고 재조정할 필요성을 언급했다. 게다가 말레이시아는 과감한 경제 개혁을 단행해야 했고, 나지브는 국가 경제 자문 위원회(NEAC)에 비전 검토를 위임했다. NEAC는 2009년 말까지 보고서를 발표하고, 그로부터 6개월 후 시행에 대한 두 번째 보고서를 발표할 것으로 예상되었다.
2018년 말레이시아 총선거에서 국민전선 연방 정부가 무너지기 직전, 나지브는 국가 변혁 2050 또는 TN50 이니셔티브를 시작했으며, 이는 2050년까지 말레이시아가 "새로운 사고방식을 가진 능력 있는 국가"가 될 것이라는 내용이었다. TN50은 나지브가 마하티르 빈 모하맛의 와와산 2020 유산을 약화시키기 위해 시작한 것으로 알려졌다. TN50은 어찌된 일인지 좌절되었고, GE14 이후 희망연맹(PH)의 말레이시아 바하루 정부에 의해 일부 염원이 유지된 채 공식적으로 해체되었다.

## 결과
2020년, 2018년 희망연맹 연합이 집권한 후 말레이시아의 총리였던 마하티르 빈 모하맛은 비전이 선진국 지위를 달성하는 데 실패했다고 공식적으로 발표했다. 와와산 2020이 목표를 완전히 달성하지 못했지만, 마하티르는 비전의 다른 측면들이 달성되어 말레이시아가 더 번영하고 더 나은 인프라를 갖게 되었다고 주장했다. 마하티르는 자신의 후계자들인 압둘라 아맛 바다위와 나지브 라자크가 자신의 계획을 제대로 이행하지 못했다고 비난했다.
GDP 성장률 측면에서 말레이시아는 2000년에 연간 GDP 성장률이 7%를 넘었고, 그 이후 2018년까지 말레이시아의 GDP는 평균 4~5%에 머물렀다.
1990년 마하티르가 제시한 9가지 과제를 말레이시아인들이 얼마나 잘 충족하고 있는지에 대해 "The Full Frontal" 웹사이트는 4번과 7번 과제는 거의 완전히 충족되었지만 다른 과제들은 여전히 개선의 여지가 많다고 밝혔다.

## 같이 보기
- 공동 번영 비전 2030
- 국가 변혁 2050